# Aleksandra Danilova
Aleksandra Dionisievna Danilova (Russisch: Александра Дионисиевна Данилова) (Peterhof, 20 november 1903 - New York, 13 juli 1997) was een Russische ballerina en danspedagoge die later de Amerikaanse nationaliteit aannam.

## Leven
Danilova kreeg haar dansopleiding bij het Mariinskitheater te Sint-Petersburg. In 1921 trad ze ook toe tot het ‘corps de ballet’ van het Mariinskiballet. Samen met danser-choreograaf George Balanchine (met wie ze een jarenlange relatie had) verliet ze in 1924 Rusland en werd soliste in Sergej Diaghilevs Ballets Russes. Na Diaghilevs dood danste ze lange tijd in de Ballet Russe de Monte Carlo.
Danilova danste in haar carrière zo´n beetje alle grote klassieke balletrollen en werkte met grote choreografen als Marius Petipa en Michel Fokine. Veel geroemd werd ze om haar interpretatie van Swanhilda in Coppélia en Odile in het Zwanenmeer. Haar laatste optreden was in 1951.
Na haar carrière als balletdanseres emigreerde ze naar de Verenigde Staten en werkte ze als choreografe bij onder andere de Metropolitan Opera en als danspedagoge aan de School of American Ballet. Ook speelde ze af en toe nog in musicals en films, waaronder "The Turning Point" van Herbert Ross.
Danilova overleed in 1997 in New York, op 93-jarige leeftijd.

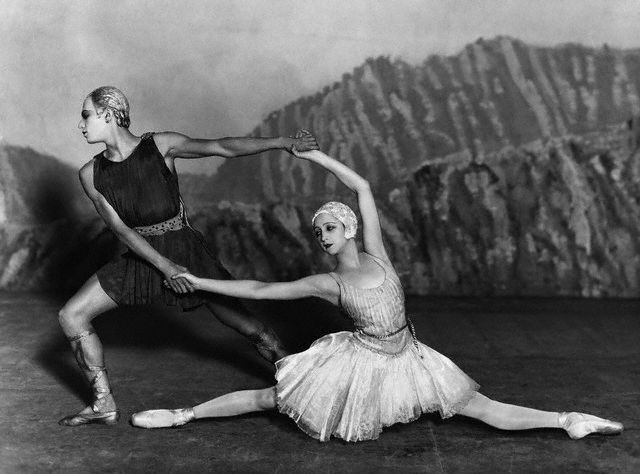
Danilova met Lifar, in 'Apollo Musagète', Ballets Russes
(1928)

## Trivia
- In 1991 werd een krater op Venus naar Danilova vernoemd.